# Kazumichi Takagi
Kazumichi Takagi (jap. 高木 和道 Takagi Kazumichi; ur. 21 listopada 1980) – były japoński piłkarz, reprezentant kraju. Obecnie występuje w Júbilo Iwata.

## Kariera klubowa
Od 2000 do 2015 roku występował w klubach Shimizu S-Pulse, Vissel Kobe, Gamba Osaka, Oita Trinita i FC Gifu. Od 2016 roku gra w zespole Júbilo Iwata.

## Kariera reprezentacyjna
W reprezentacji Japonii zadebiutował w 2008. W reprezentacji Japonii występował w latach 2008-2009. W sumie w reprezentacji wystąpił w 5 spotkaniach.

## Statystyki
| Reprezentacja Japonii | Reprezentacja Japonii | Reprezentacja Japonii |
| Rok                   | Mecze                 | Gole                  |
| --------------------- | --------------------- | --------------------- |
| 2008                  | 3                     | 0                     |
| 2009                  | 2                     | 0                     |
| Razem                 | 5                     | 0                     |